# Tutor (opera mimus)
Tutor è un'opera teatrale di cui ci ha lasciato testimonianza Cicerone, il quale ne parla come esempio di ridiculum in verbo, ossia un testo dalla intensa comicità verbale.

## La trama
Si ipotizza che la storia avesse come protagonista il personaggio di un Tutor, una figura giuridica molto nota al tempo, che aveva la tutela di una ragazza ricca rimasta orfana.
Sulla falsariga dell' Aspis di Menandro la trama presumibilmente giocava sui suoi maldestri tentativi di sedurre l'orfana e/o in qualche modo impadronirsi del patrimonio; le sue aspirazioni si sarebbero scontrate probabilmente con quelle legittime di un giovane spasimante.

## I dialoghi
Come tipico in queste opere si presume che l'avarizia del tutore e le prestigiae imbastite dagli astuti servi potessero dare luogo a qui pro quo e dialoghi esilaranti